# Tête de Valpelline
La Tête de Valpelline és una muntanya de 3.802 metres dels Alps Penins, que es troba entre les regions de la Vall d'Aosta (Itàlia) i de la Valais (Suïssa).

## SOUISA
Segons la definició de la SOIUSA, el cim té la següent classificació:
- Gran part: Alps occidentals
- Gran sector: Alps del nord-oest
- Secció: Alps Penins
- Subsecció: Alps del Weisshorn i del Cervino
- Supergrup: Cadena Bouquetins-Cervino
- Grup: Grup Dent d'Hérens-Cervino
- Subgrup: Subgrup de les Grandes i Petites Murailles
- Codi: I/B-9.II-A.2.c